# Lampanyctodes hectoris
Il pesce lanterna di Hector (Lampanyctodes hectoris (Günther, 1876)) è un piccolo pesce abissale d'acqua salata appartenente alla famiglia Myctophidae.

## Distribuzione e habitat
Questa specie è diffusa nelle acque dell'Atlantico orientale, lungo le coste dell'Africa del Sud, e nell'Indo-Pacifico, dall'Australia al Cile. Abita le acque aperte della piattaforma continentale.

## Descrizione
Presenta un corpo allungato, con grande testa tondeggiante e un'ampia apertura boccale. Le pinne pettorali e quelle ventrali sono piccole e appuntite, la coda è forcuta, la pinna dorsale e l'anale sono trapezoidali.

Raggiunge una lunghezza massima di 7 cm e un'aspettativa di vita di 3 anni.

## Predatori
L. hectori è preda abituale dei leoni marini e di molte specie di squali e pesci ossei.

## Pesca
È oggetto di pesca per preparare farine di pesce, vista la sua carne a bassissimo contenuto lipidico ( < 2% del peso totale)